# Смагін Іван Опанасович
Іван Опанасович Смагін (рос. Иван Афанасьевич Смагин; нар. 15 січня 1914, Таганрог, Російська імперія — пом. 25 вересня 1941) — російський радянський футболіст.

## Життєпис
У 1930 році грав за команду ФЗУ Таганрог. У 1936 році — за команду ДГТФ Ростов-на-Дону. З 1937 році — гравець «Стахановця» Сталіно. У 1938-1941 роках у чемпіонаті СРСР провів 68 матчів (в тому числі 11 анульованих), відзначився двома голами.
29 квітня 2013 року в Донецьку в парку імені Щербакова відкрили Алею пам'яті, присвячену 32 футболістам «Стахановця» — загиблим у Німецько-радянській війні, зниклим без вісти й померлим у повоєнний час. Серед них — ім'я Івана Смагіна.
На сайті музейного комплексу «Дорога пам'яті» є інформація про І. А. Смагін, мобілізованого 15 жовтня 1941 року зі Сталіно та загиблого 25 вересня 1941 року (Sic!)